# Bulnes (Asturies)
Pour les articles homonymes, voir Bulnes.
Bulnes est une paroisse civile (division administrative espagnole) du concejo (commune) de Cabrales dans les Asturies en Espagne, et un lieudit de cette paroisse. C'est un village traditionnel très isolé au cœur des pics d'Europe, devenu un point de départ touristique pour des sentiers de randonnée en montagne et pour l'alpinisme. Le village de Bulnes avait la particularité de n'être relié par aucune route à la province jusqu'à 2001, année qui a vu la construction d'un funiculaire souterrain de désenclavement nommé funiculaire de Bulnes.

## Situation géographique
Bulnes se situe dans le massif central des pics d'Europe, à 649 mètres d'altitude et distant de 15 km de Carreña de Cabrales, capitale de la commune. 
La paroisse a une superficie de 56,35 km2
Il est divisé en deux quartiers:
- Bulnes de Arriba ou El Castillo (Bulnes Haut ou Le Château). C'est la partie la plus ancienne du village qui comprend un petit nombre d'habitations.
- Bulnes de Abajo ou La Villa (Bulnes Bas ou La Villa). Cette partie possède davantage de services et de constructions.

## Démographie
En 2011, Bulnes comptait une population de 34 personnes, répartie entre le lieudit de Bulnes (22 habitants) et le hameau de Camarmeña (12 habitants). 

## Économie
Traditionnellement, les habitants de Bulnes vivent de l'élevage et de la fabrication du fromage de Cabrales. Mais le village est également devenu un important centre touristique pour les randonneurs de montagne et les amateurs de nature.
Bulnes dispose d'hôtels, de bars et de divers commerces.

## Accès
Jusqu'à 2001, on ne pouvait accéder à Bulnes que par un sentier pédestre. Aujourd'hui, les habitants disposent du funiculaire de Bulnes dont l'usage est également touristique. Il s'agit d'un train souterrain tracté par câble, qui se déplace dans un tunnel rectiligne de 2 227 m à travers les roches calcaires des pics d'Europe sous une montagne appelée Peña Maín (la Roche Maín). Ce funiculaire relie les villages de Poncebos et de Bulnes pour faciliter un dénivelé de 402 m.
Le chemin ancestral d'accès au village de Bulnes est un sentier de 4 km qui serpente en montée continue le long du Río Tejo (la Canal del Texu en asturien) aux eaux cristallines. Il débute au pont de la Jaya, au carrefour de Poncebos avec le début du Sentier du Cares, compte 500 mètres de dénivelé avec des pentes allant jusqu'à 18 pour cent et se parcourt en une heure et 15 minutes. Le chemin offre des vues sur quelques impressionnants précipices, parmi lesquels le Murallón de Amuesa (la Grosse muraille d'Amuesa).

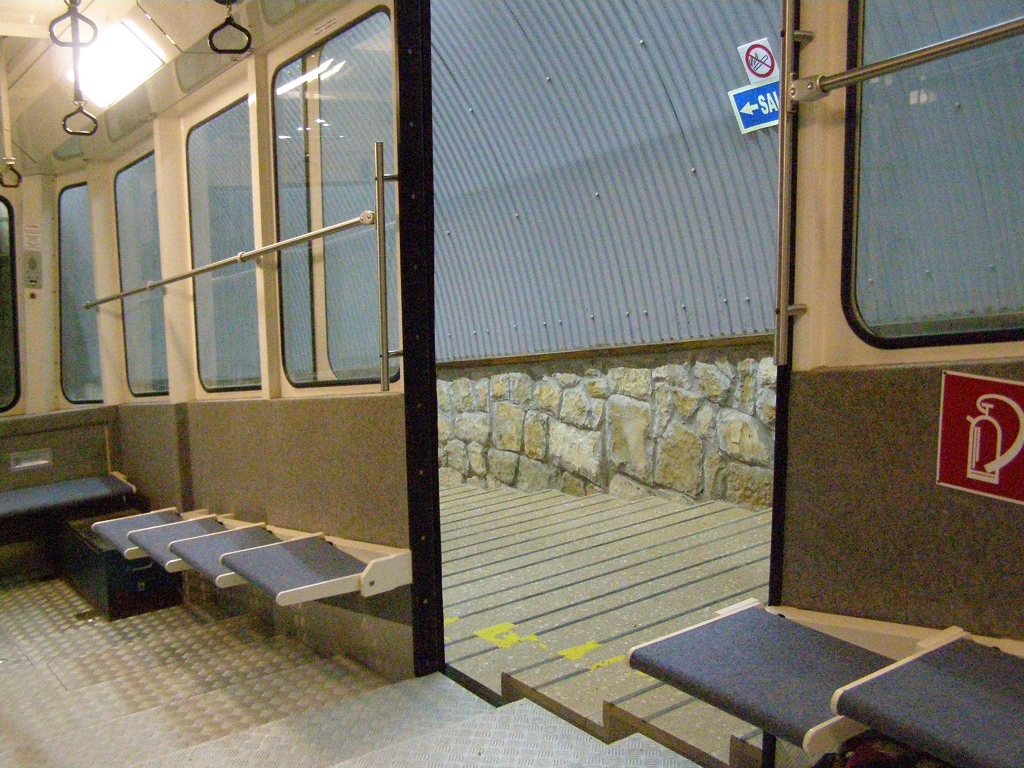
Funiculaire de Bulnes
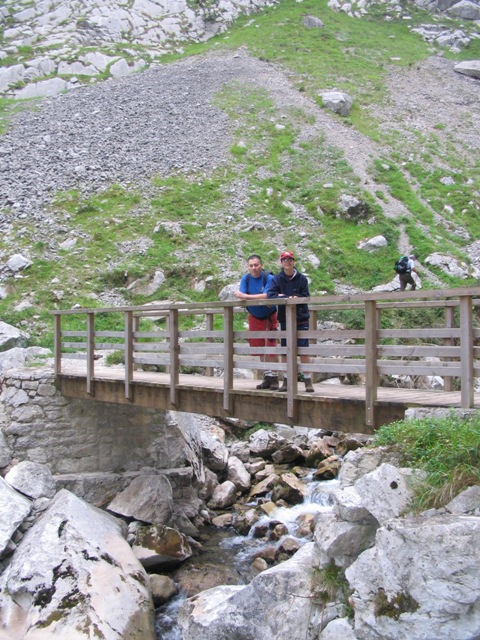
Début de la montée à Bulnes
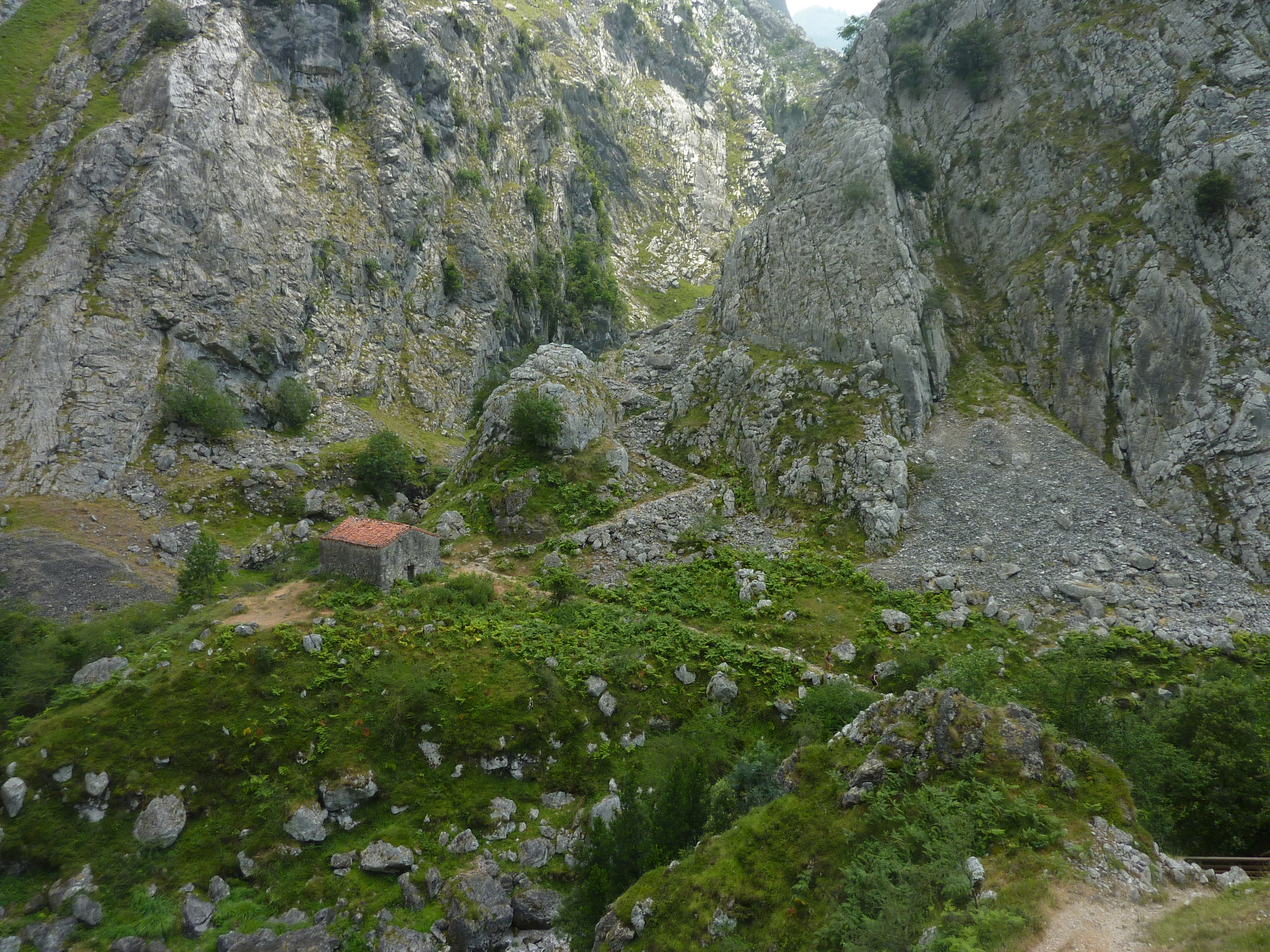
Début du sentier de Bulnes à Poncebos près du Pont de Jaya
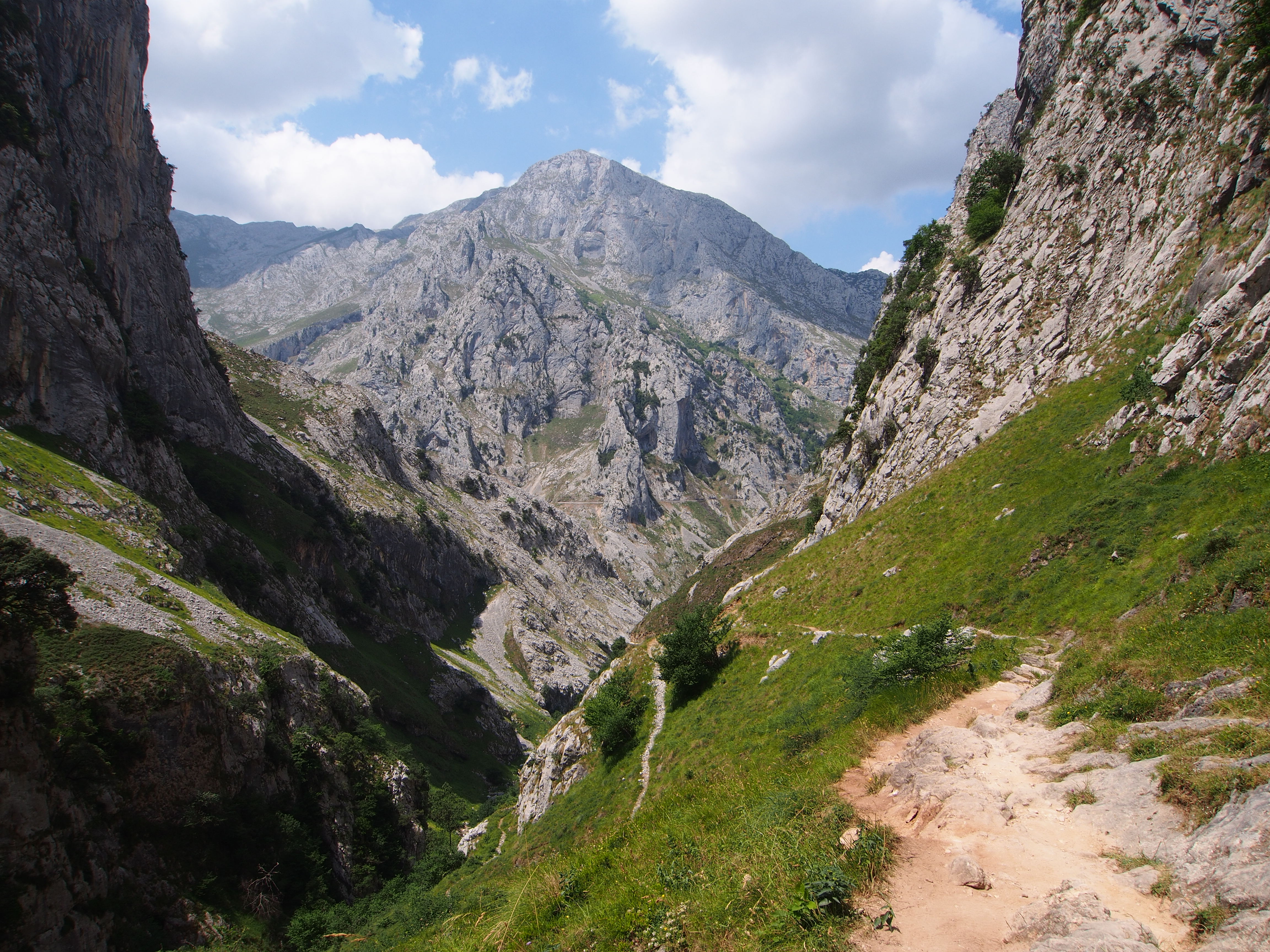
Chemin d'accès à Bulnes depuis Poncebos

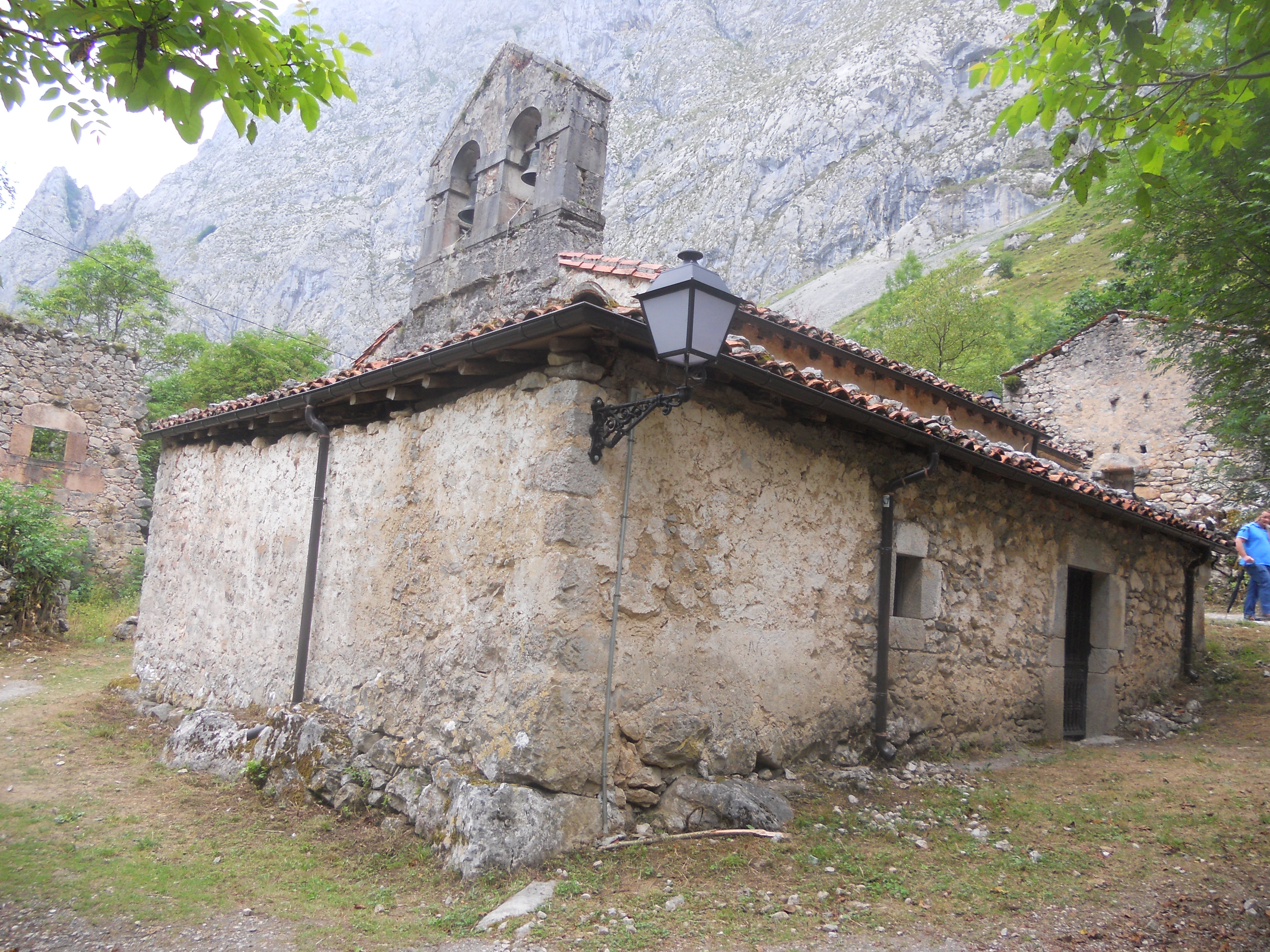
Église de Bulnes
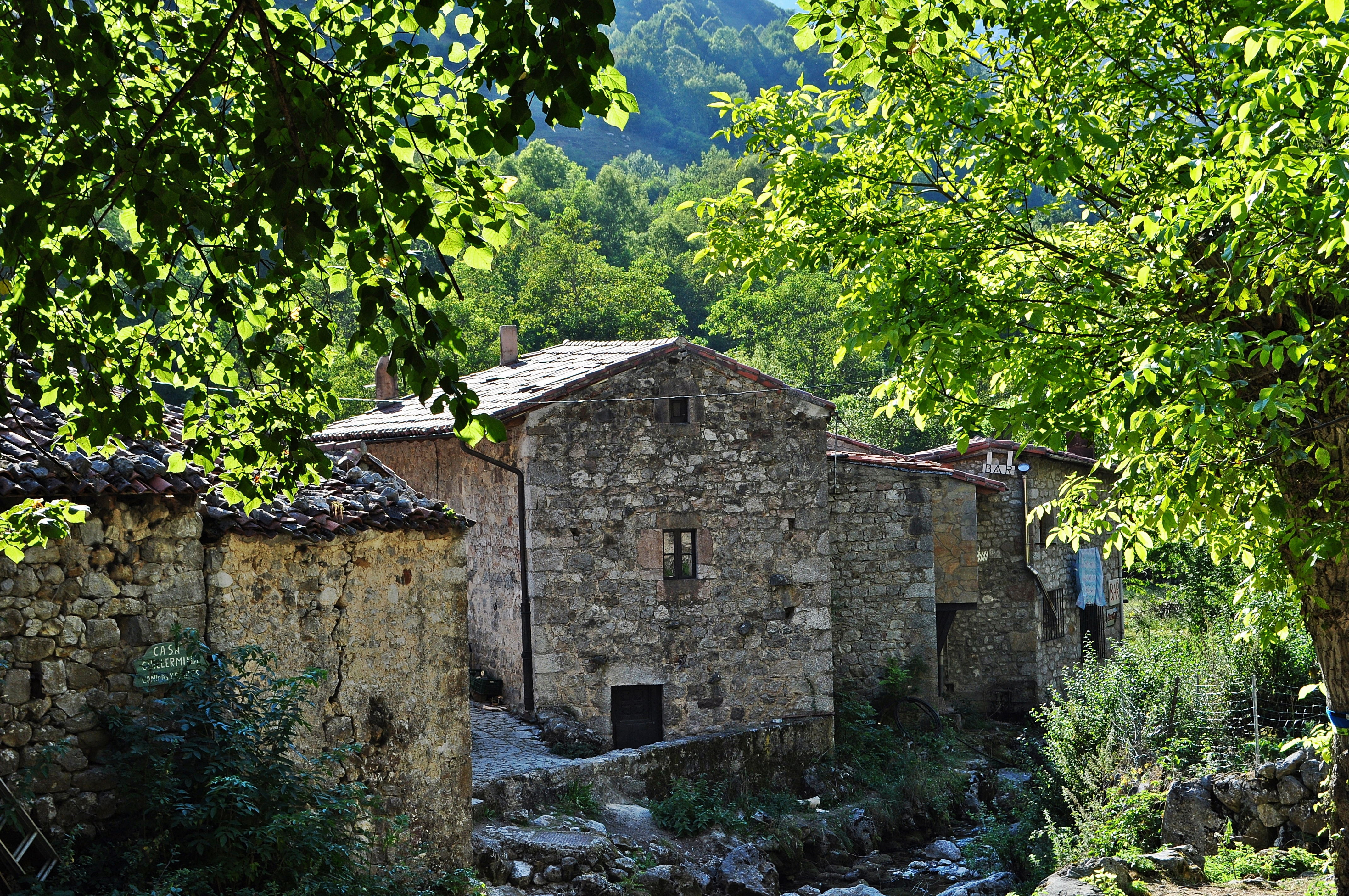
Maisons de Bulnes au bord du Río Tajo (rivière)
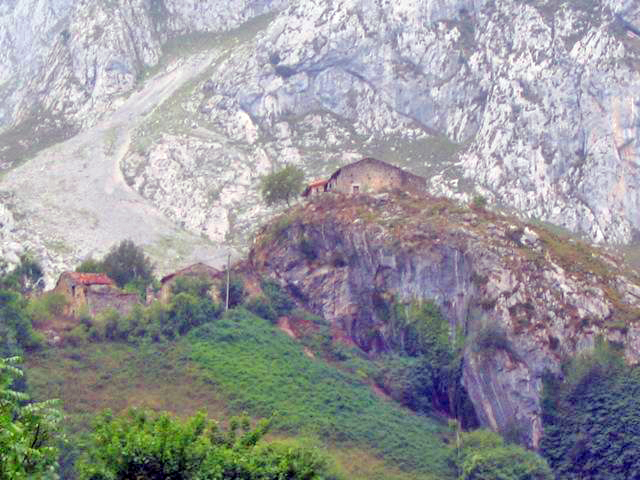
Bulnes Haut, ou le Château

## Fêtes
Les fêtes patronales sont dédiées à la Vierge des Neiges le 5 août, et à Saint Martin le 11 novembre.

## Sentiers depuis Bulnes

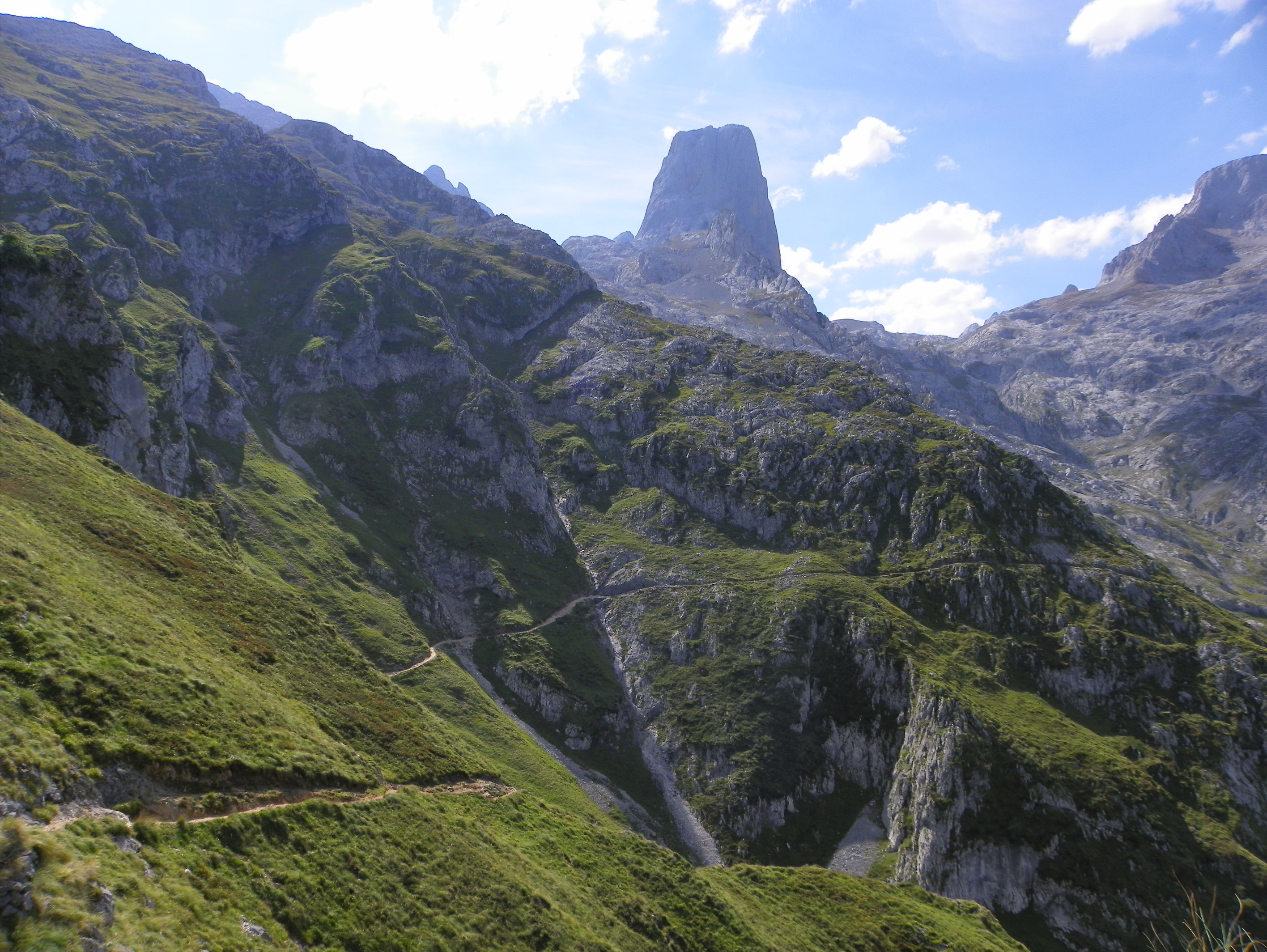
Naranjo de Bulnes, 2519 m

- Sentier vers Bulnes Haut (Le Château)
- Sentier vers Bulnes Bas (La Villa)
- Sentier vers la vue sur le sommet Naranjo de Bulnes ou Picu Urriellu.
- Sentier vers Amuesa
- Sentier vers Pandébano
- Sentier vers le Naranjo de Bulnes ou Picu Urriellu, mythique sommet des pics d'Europe, lieu culte pour les alpinistes espagnols réputé pour la difficulté de ses parois verticales de 500 à 600 mètres, notamment la face ouest. Ce sentier comporte des montées dures et escarpées et mène aussi au Refuge de Uriellu, au pied du Naranjo de Bulnes.